# Christoph Friedrich Fein
Christoph Friedrich Fein (* in Diemarden; † 1761 in Hameln) war ein evangelischer Theologe.

## Leben
Fein war seit 1734 zunächst Feldprediger. Von 1736 bis 1742 war er Pastor in Hannover-Bothfeld, anschließend von 1742 bis 1761 Pastor der Garnisonskirche in Hameln.
Seit 1748 war er Ehrenmitglied der 1738 gegründeten Teutschen königlichen Gesellschaft Göttingen, später Göttinger Deutsche Gesellschaft.
In seinem Werk Die entlarvte Fabel vom Ausgange der Hamelischen Kinder versuchte er 1749 die historischen Fakten der Fabel „Rattenfänger von Hameln“ nachzuweisen.

## Schriften
- Christoph Friedrich Fein, M. Strohmeyer, Johann Roger Christian Corwante: Versuch regelmässiger Gedanken von besserer Einrichtung der teutschen Rechtschreibekunst. 1748
- Die entlarvte Fabel vom Ausgange der Hamelischen Kinder; eine nähere Entdeckung der darhinter verborgenen wahren Geschichte; nebst Beylagen. Hannover: Johan Christoph Richter, 1749
- Eine von der königlichen Akademie der Wissenschaften zu Berlin gekrönte Preisschrift über die aufgegebene Frage: Wie weit ehemals die alten Römer mit ihren Waffen in Teutschland eingedrungen sind. Berlin, 1750
- Von der Wanderung der Holsteiner nach dem Harze und der Harzer nach dem Holsteinischen; mit einer Landcharte. In: Hannöverische Anzeigen, 1751, S. 331–336
- Vom Namen der alten Cherusken. In: Hannöverische Anzeigen, 1751, S. 515–518, 759–766

## Nachweise
1. ↑  Wilhelm Kosch, Carl Ludwig Lang, Heinz Rupp: Deutsches Literaturlexikon: biographisch-bibliographisches Handbuch., 1979